# Гассо Штегеманн
Гассо Штегеманн (нім. Hasso Stegemann; 30 липня 1920, Кіль — 15 березня 1945, Балтійське море) — німецький офіцер-підводник, оберлейтенант-цур-зее крігсмаріне.

## Біографія
Син фрегаттен-капітана Фріца Штегеманна, який загинув в 1920 році під час придушення Каппського заколоту. 16 вересня 1939 року вступив на флот. Як і його батько, навчався у військово-морському училищі в Мюрвіку. Спочатку служив на штабних посадах, потім був офіцером швидкісного катера. Пережив потоплення свого катера британською авіацією. З жовтня 1941 по серпень 1943 року — 2-й вахтовий офіцер підводного човна U-106. Після цього служив в 27-й флотилії. В листопаді-грудні 1943 року ознайомився з конструкцією нового U-1227, потім недовго був 1-м вахтовим офіцером човна. З грудня 1943 по лютий 1944 року пройшов курс командира човна.  З березня 1944 року — командир U-367. 15 березня 1945 року човен затонув в Балтійському морі біля міста Гель (54°36′ пн. ш. 18°52′ сх. д.) під час супроводу конвою, підірвавшись на міні, встановленій радянським підводним човном Л-21 за 2 дні до цього. Всі 43 члени екіпажу загинули.

## Звання
- Кандидат в офіцери (16 вересня 1939)
- Фенріх-цур-зее (1 липня 1940)
- Оберфенріх-цур-зее (1 липня 1941)
- Лейтенант-цур-зее (1 березня 1942)
- Оберлейтенант-цур-зее (1 жовтня 1943)

## Нагороди
- Залізний хрест 2-го і 1-го класу